# Tracy White
Tracy Donnel White (født 14. april 1981 i Charleston, South Carolina, USA) er en amerikansk footballspiller (linebacker), der pt. er free agent. Han har tidligere spillet en årrække i NFL-ligaen, hvor han blandt andet har repræsenteret Seattle Seahawks og Green Bay Packers.

## Klubber
- Seattle Seahawks (2003−2004)
- Jacksonville Jaguars (2005)
- Green Bay Packers (2006−2008)
- Philadelphia Eagles (2008−2009)
- New England Patriots (2010−2012)